# Списак агностика
Агностицизам је став да се постојање божанстава не може утврдити или доказати. Реч агностицизам први је почео да користи Томас Хенри Хаксли 1869. године. Води порекло од грчког α (без) и γνώσις (знање).

## Познати агностици

### Политичари
- Мануел Азања
- Салвадор Аљенде
- Ромуло Бетанкур
- Хосе Луис Родригез Запатеро
- Иво Јосиповић
- Хелен Кларк
- Бруно Крајски
- Ли Гуангјао
- Франсоа Митеран
- Франсоа Оланд
- Ивица Рачан
- Сесил Роудс

### Научници
- Алберт Ајнштајн
- Норберт Винер
- Иво Голдштајн
- Чарлс Дарвин
- Емил Диркем
- Марија Кири
- Пјер Симон Лаплас
- Роберт Опенхајмер
- Чандрасекара Венката Раман
- Карл Сејган
- Тукидид
- Енрико Ферми
- Едвин Хабл
- Томас Хенри Хаксли

### Филозофи
- Лудвиг Витгенштајн
- Џон Стјуарт Мил
- Карл Попер
- Протагора

### Писци
- Артур Конан Дојл
- Умберто Еко
- Хауард Филипс Лавкрафт
- Џејмс Џојс

### Глумци
- Данијел Деј-Луис
- Ричард Драјфус
- Дајана Китон
- Крис Пајн
- Бред Пит
- Сидни Поатје
- Макс фон Сидоу
- Боб Хоскинс
- Чарли Чаплин

### Музичари
- Ени Ленокс
- Густав Малер

### Сликари
- Салвадор Дали

### Спортисти
- Ленс Армстронг

### Јавне личности
- Антонио Бандерас
- Моника Белучи
- Ингмар Бергман
- Бил Гејтс
- Мет Грејнинг
- Анри Динан
- Стенли Кјубрик
- Бил Мар
- Ридли Скот